# جامعة دار الهدى الإسلامية
جامعة دار الهدى الإسلامية (Darul Huda Islamic University) هي جامعة إسلامية تقع بمدينة تشماد في كيرلا، الهند. تم وضع الحجر الأساسي في 25 ديسمبر 1983، وبدأت الجامعة عملياتها في 26 حزيران 1986. والجامعة هي عضو في اتحاد جامعات العالم الإسلامي، وكذلك عضو في رابطة الجامعات الإسلامية. هناك 32 كلية جامعية تابعة لها منتشرة في الهند. ويخدم السيد حيدر علي شهاب مستشارا للجامعة، والدكتور بهاء الدين محمد الندوي نائب الرئيس للجامعة.

## الكليات التربوية
حاليا تعد الجامعة خمس كليات للتربية. وهي: كلية الشريعة وأصول الدين، كلية اللغات، كلية العلوم الإنسانية، كلية الدعوة والثقافة الإسلامية، كلية التربية والتعاليم الإسلامية.